# اما کالفیلد
اما کالفیلد (انگلیسی: Emma Caulfield؛ زاده ۸ آوریل ۱۹۷۳) یک هنرپیشه اهل ایالات متحده آمریکا است. وی از سال ۱۹۹۴ میلادی تاکنون مشغول فعالیت بوده‌است.
از فیلم‌ها یا برنامه‌های تلویزیونی که وی در آن نقش داشته است می‌توان به بافی قاتل خون‌آشام ها اشاره کرد.